# Іст-Дейлі (Західна Вірджинія)
Іст-Дейлі (англ. East Dailey) — переписна місцевість (CDP) в США, в окрузі Рендолф штату Західна Вірджинія. Населення — 469 осіб (2020).

## Географія
Іст-Дейлі розташований за координатами 38°46′46″ пн. ш. 79°53′28″ зх. д. / 38.77944° пн. ш. 79.89111° зх. д. (38.779424, -79.891134).  За даними Бюро перепису населення США в 2010 році переписна місцевість мала площу 2,72 км², уся площа — суходіл.

## Демографія
Згідно з переписом 2010 року, у переписній місцевості мешкало 557 осіб у 215 домогосподарствах у складі 164 родин. Густота населення становила 205 осіб/км².  Було 238 помешкань (87/км²).
Расовий склад населення:
| - 98,0 % — білих - 0,9 % — чорних або афроамериканців |

До двох чи більше рас належало 1,1 %. Частка іспаномовних становила 0,4 % від усіх жителів.
За віковим діапазоном населення розподілялося таким чином: 24,1 % — особи молодші 18 років, 61,4 % — особи у віці 18—64 років, 14,5 % — особи у віці 65 років та старші. Медіана віку мешканця становила 41,4 року. На 100 осіб жіночої статі у переписній місцевості припадало 88,8 чоловіків;  на 100 жінок у віці від 18 років та старших — 90,5 чоловіків також старших 18 років.
Середній дохід на одне домашнє господарство  становив 49 503 долари США (медіана — 39 722), а середній дохід на одну сім'ю — 42 014 долари (медіана — 39 583). За межею бідності перебувало 29,3 % осіб, у тому числі 64,2 % дітей у віці до 18 років та 0,0 % осіб у віці 65 років та старших.
Цивільне працевлаштоване населення становило 196 осіб. Основні галузі зайнятості: оптова торгівля — 20,4 %, виробництво — 16,8 %, будівництво — 16,3 %.